# ستون‌های کلیوی
ستون‌های کلیوی همان انشعابات بخش قشری  بخش مرکزی کلیه هستند که با ستون‌های برتین برآمدگی‌هایی برون بخشی کلیه در ناحیهٔ برون‌بخش کلیه و در میان اهرام کلیوی در بخش مرکزی کلیه هستند. این ستون‌ها سبب اتصال بهتر درون بخش کلیه در کلیه می‌شوند. هر ستون شامل رگ‌های خونی و لوله‌های ادراری و مواد فیبری است و این ستون بالاتر از سینوس کلیه قرار دارد که خود سینوس کلیه در کنار هرم قرار گرفته‌است.

## نگاره‌ها

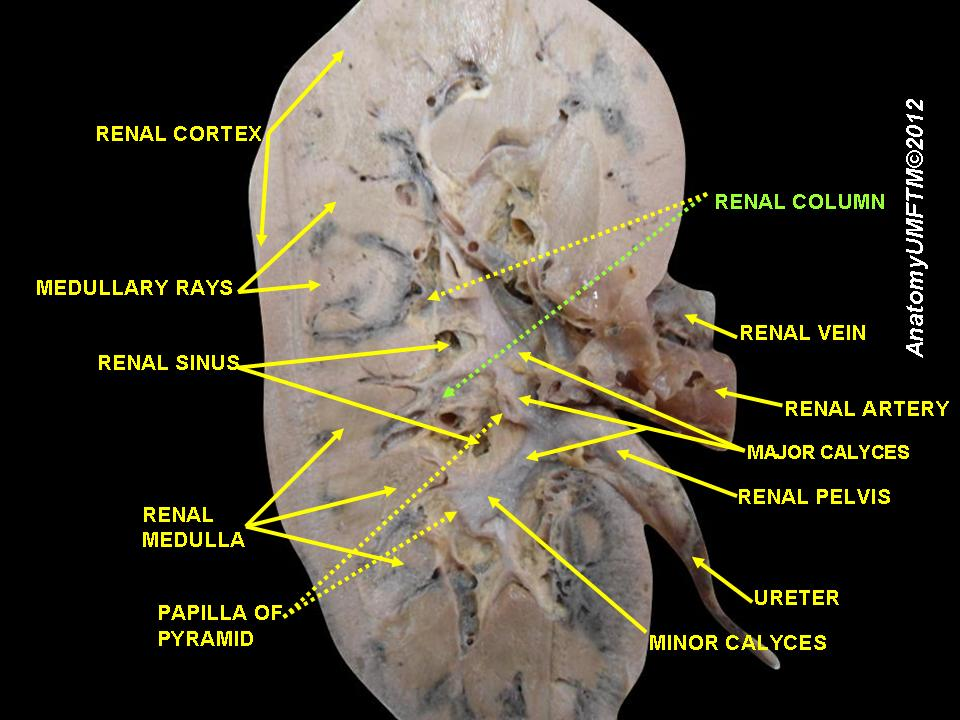
ستون‌های کلیوی
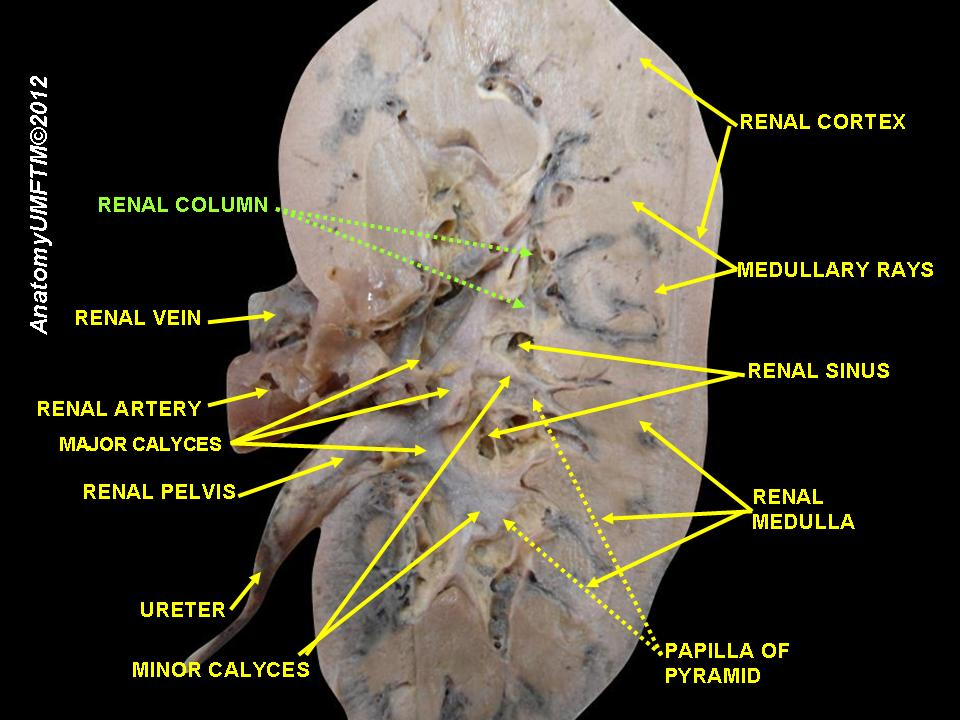
ستون‌های کلیوی